# Castillo de Saint-Germain

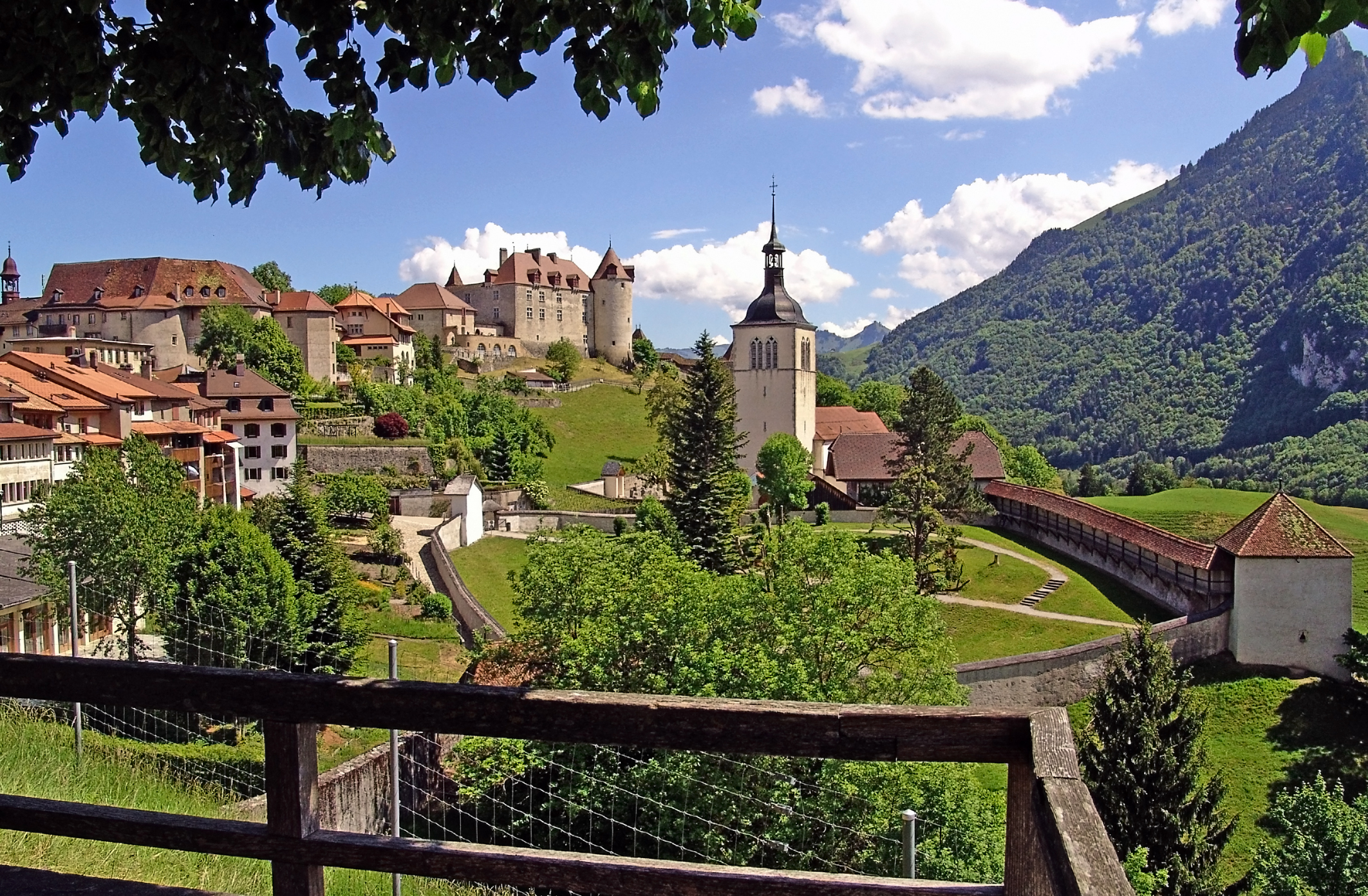
Castillo de Saint-Germain (izquierda), Castillo Gruyères (centro) e iglesia de Saint-Théodule (derecha, primer plano)

El castillo de Saint-Germain es un castillo en la comuna de Gruyères del cantón de Friburgo en Suiza. Es un sitio de patrimonio suizo de importancia nacional.
En 1998 el pintor surrealista, escultor y diseñador de escenarios suizo H. R. Giger adquirió el castillo, que ahora alberga el Museo H. R. Giger, un repositorio permanente de su trabajo. Su mujer, Carmen Maria Scheifele Giger, es la Directora del Museo H. R. Giger.